# František Hochmann
František Hochmann (Praga, 2 aprile 1904 – 4 marzo 1986) è stato un calciatore cecoslovacco, di ruolo portiere.

## Carriera

### Nazionale
Esordisce il 30 maggio 1924 ai giochi olimpici di Parigi contro la Svizzera (0-1).

## Palmarès

### Competizioni nazionali
- Campionato ceco: 3

Sparta Praga: 1923, 1925-1926, 1927

### Competizioni internazionali
- Coppa dell'Europa Centrale: 1

AC Sparta Praha: 1927